# Аун Сан (стадіон)
Боґйок Аун Сан (бірм.ဗိုလ်ချုပ် အောင်ဆန်း အားကစားကွင်း buil hkyup aung hcan: a: ka. ca: kwang:) — багатофункціональний стадіон, розташований у діловій частині Янгону, М'янма.
Названий на честь генерала Аун Сана. Вміщує 40 000 глядацьких місць і досі є найбільшим стадіоном М'янми. Використовувався як національний стадіон у середині 1980-х. Був основною спортивною спорудою на Південно-східних азійських іграх у 1961 та 1969 роках. Зараз на стадіоні не проводяться змагання міжнародного масштабу і він використовується для проведення футбольних матчів чемпіонату М'янми.
Національний критий стадіон «Аун Сан», розташований поблизу відкритого стадіону, використовується для проведення змагань під дахом.